# مائع مثالي
المائع المثالي هو المائع الذي ليس في داخله احتكاك أو لزوجة ولا ينضغط و ليس له وجود في الواقع انما افترضه العلماء ووضعو له صفات معينة  لتسهيل دراسة حركة الموائع
أي أنه مائع افتراضي يتميز بـأنه:
- غير قابل للانضغاط
- غير دوامي
- جريانه منتظم.
- عديم اللزوجة : تعبر اللزوجة عن قوى الاحتكاك بين طبقات المائع أثناء جريانه, ويمتاز المائع المثالي بأنه عديم اللزوجة أي تنعدم قوى الاحتكاك بين طبقاتها أثناء الجريان.